# Mario Monti

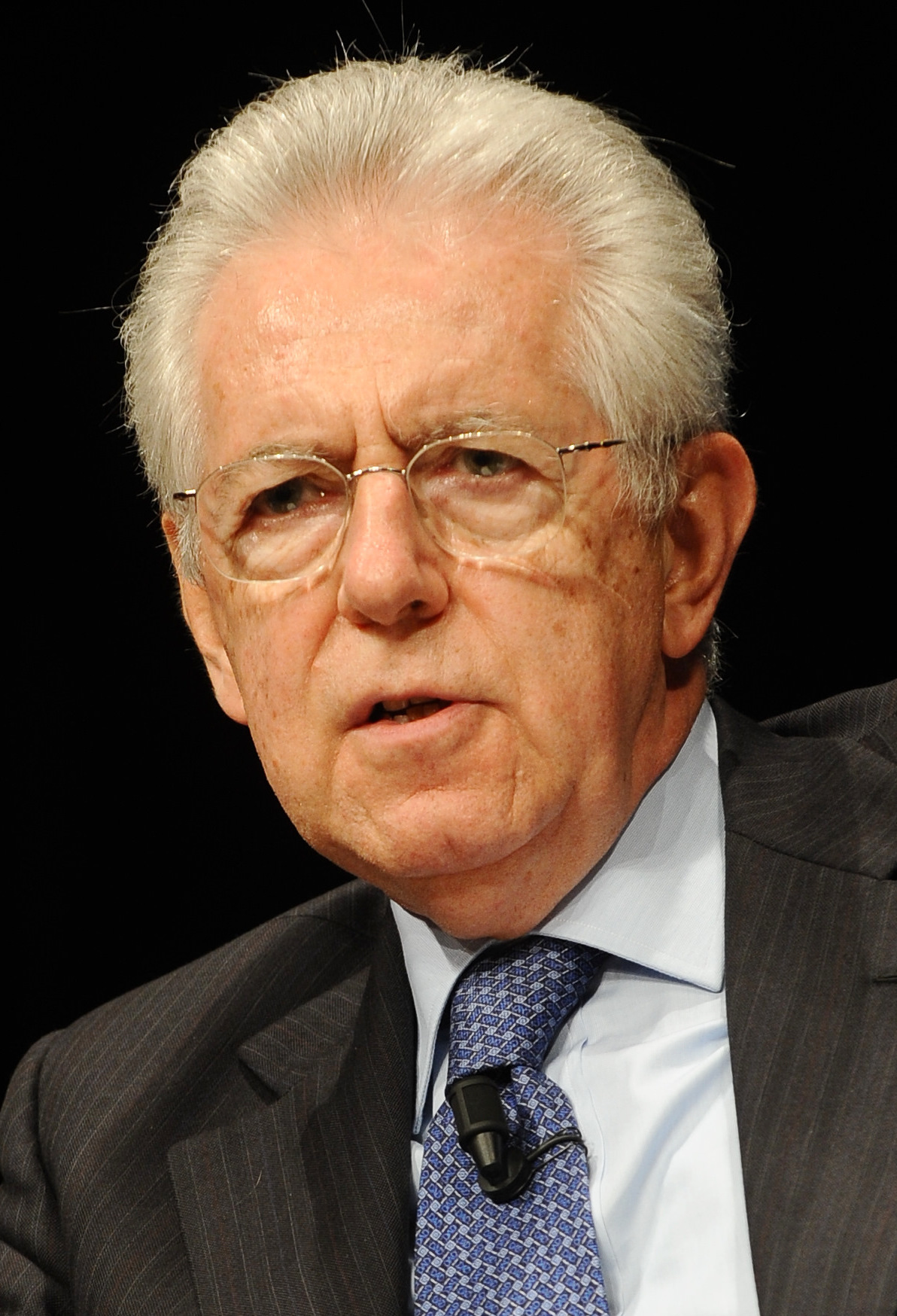
Mario Monti (2013)

Mario Monti (* 19. März 1943 in Varese, Lombardei) ist ein italienischer Wirtschaftswissenschaftler und Politiker. Seit 1994 ist er Präsident der privaten Wirtschaftsuniversität Luigi Bocconi. Von 1995 bis 2004 war er zudem EU-Kommissar, zunächst für Binnenmarkt, dann für Wettbewerb. Vom 16. November 2011 bis zum 28. April 2013 war er Ministerpräsident Italiens. Er leitete ein Kabinett aus parteilosen Fachleuten. Monti war Begründer der Partei Scelta Civica (Bürgerliche Wahl); von der Gründung bis Mitte 2013 war er auch ihr Vorsitzender. Seit 2011 ist er Senator auf Lebenszeit.

## Leben
Monti schloss sein Studium der Wirtschaftswissenschaften an der privaten Università Commerciale Luigi Bocconi in Mailand mit dem damals üblichen Hochschulgrad Laurea ab. Anschließend absolvierte er ein postgraduales Studium (M.Sc.) an der Yale University in den Vereinigten Staaten, wo er ein Schüler James Tobins war.
Er war Dozent an den Universitäten Mailand, Trient und Turin. Gemeinsam mit Michael A. Klein entwickelte er 1971/72 das sogenannte Klein-Monti-Modell über das Verhalten von Banken in einer Monopolsituation. Von 1989 bis 1994 war er Rektor der privaten Bocconi-Universität und dann bis 1999 deren Präsident. Seit 2004 ist er wieder Universitätspräsident, das Mandat ruhte, solange Monti Ministerpräsident Italiens war.
Monti ist verheiratet und hat zwei erwachsene Kinder.

### Politik

#### EU-Kommissar
1994 wurde Monti von der Mitte-rechts-Regierung Berlusconi I für das Amt des EU-Kommissars für den Binnenmarkt in der Kommission Santer nominiert. Dieses Amt hatte er bis 1999 inne, dann wurde er bis 2004 Kommissar für Wettbewerb in der Kommission Prodi, nominiert von der Mitte-links-Regierung Massimo D’Alemas.
Der zum damaligen Zeitpunkt parteilose Monti wurde von der italienischen Regierung unter Silvio Berlusconi nach Ende seiner zweiten Amtszeit im Jahre 2004 nicht wieder nominiert; seine Nachfolgerin als Wettbewerbskommissarin war Neelie Kroes und sein Nachfolger als italienischer Kommissar war Franco Frattini.
Bekannt wurde er vor allem durch seine wettbewerbsrechtliche Politik gegenüber Microsoft und diversen Autokonzernen wie Volkswagen. Im Jahr 2000 verklagte die Europäische Kommission auf Anraten Montis das Land Nordrhein-Westfalen wegen dessen Unterstützung der WestLB. 2007 wurde er Mitglied im Rat der Weisen zur Zukunft Europas.

#### Ministerpräsident
Am 9. November 2011 wurde Monti vom italienischen Staatspräsidenten Giorgio Napolitano zum Senator auf Lebenszeit ernannt.
Nach dem Rücktritt Berlusconis im November 2011 wurde Monti von Napolitano mit der Bildung einer Übergangsregierung aus parteilosen Experten und Nicht-Politikern (governo tecnico) beauftragt. Am 16. November stellte er sein Kabinett vor und wurde als Regierungschef vereidigt. In seinen Antrittsreden vor dem Senat und der Camera dei deputati (Abgeordnetenhaus) schwor er die Parlamentarier auf einen harten Sparkurs ein und kündigte Einschnitte an.
Monti war bis zum 11. Juli 2012 auch Wirtschafts- und Finanzminister Italiens, dann gab er dieses Amt an den bisherigen Vizeminister Vittorio Grilli ab.
Mario Monti verzichtet auf einen Teil seines Salärs und nutzt für seine Dienstreisen bevorzugt öffentliche Verkehrsmittel.
Am 15. Dezember 2011 brachte er sein Sparpaket (Salva Italia), das unter anderem Kürzungen bei den Pensionen vorsieht, in die beiden Kammern des Parlaments ein und verknüpfte die Abstimmung darüber mit der Vertrauensfrage.
Die Abgeordnetenkammer sprach der Regierung Monti am 16. Dezember 2011 mit 495 Stimmen (88 Neinstimmen, 4 Enthaltungen) das Vertrauen aus.
Im März 2012 konstatierten Beobachter erste Erfolge. Andere Kommentatoren äußerten sich enttäuscht. Er äußerte im September 2012, nicht für eine im Frühjahr 2013 geplante Neuwahl kandidieren zu wollen. Zwei Wochen später sagte er dazu, er hoffe, dass es einen klaren Wahlsieger geben werde. Er betonte: „Ich rechne nicht damit, dass meine Dienste gebraucht werden.“ Das Wall Street Journal schrieb am 28. September 2012: „Dem neuen Technokratenkabinett gelang es, in wenigen Monaten epochale Reformen durchzuboxen. Monti und seine Minister krempelten den Arbeitsmarkt, das Renten- und das Steuersystem um – auch wenn der Löwenanteil der Beschlüsse noch nicht umgesetzt ist.“

#### Parlamentswahlen 2013
Nachdem die Partei Il Popolo della Libertà ihm bei Abstimmungen im Senat und in der Abgeordnetenkammer Anfang Dezember 2012 nicht mehr das Vertrauen ausgesprochen hatte, wartete Monti noch die Verabschiedung des Haushaltsgesetzes für das Jahr 2013 ab und erklärte am 21. Dezember 2012 seinen Rücktritt. Staatspräsident Napolitano beauftragte ihn jedoch, bis zur Neuwahl des Ministerpräsidenten geschäftsführend im Amt zu bleiben, und zog die für April 2013 erwarteten Parlamentswahlen auf den 24. und 25. Februar 2013 vor.
Mario Monti konnte, da er bereits Senator auf Lebenszeit ist, bei den Parlamentswahlen selbst nicht kandidieren. Er erklärte sich jedoch bereit, sich nach den Wahlen wieder zum Regierungschef wählen zu lassen. Eine Zusammenarbeit mit Silvio Berlusconi schloss er jedoch definitiv aus. Am 24. Dezember 2012 stellte er die Agenda Monti vor, ein Programm zur Fortsetzung seiner Reformpolitik. Schwerpunkte sind darin neben dem Schuldenabbau, der Abbau der Bürokratie und der Kampf gegen Korruption und Steuerhinterziehung. Auch will sich Monti für mehr Beschäftigung, insbesondere von Frauen und Jugendlichen einsetzen. Ende Dezember 2012 fanden Gespräche zur Bildung einer gemeinsamen Wahlliste verschiedener Zentrumsparteien auf Grundlage der Agenda Monti statt. Mario Montis Twittereintrag vom 25. Dezember 2012, Insieme ..."Saliamo" in politica! (Zusammen... Steigen wir in die Politik ein.) wurde von italienischen Medien als Ankündigung verstanden, dass er im Wahlkampf aktiv in die Parteipolitik einsteigen wird. Am 28. Dezember erklärte Monti in einer Pressekonferenz die Details der Kandidatur seiner Unterstützer. Die von ihm gegründete Partei Bürgerliche Wahl (Scelta Civica) konnte im Abgeordnetenhaus 8,30 % der Stimmen und 39 Sitze erlangen, im Senat konnte Montis gemeinsame Liste mit der Union der Mitte 9,13 % und 19 Stimmen erzielen.
Seit seinem Rücktritt führte er noch die Amtsgeschäfte des Regierungschefs kommissarisch, bevor er von Enrico Letta am 28. April 2013 abgelöst wurde.

### Mitgliedschaft und Tätigkeit in Organisationen
Zwischen 2004 und 2008 war er Aufsichtsratsmitglied des Brüsseler Think Tanks BRUEGEL und zwischenzeitlich dessen Vorsitzender. 2010 war er an der Gründung der Spinelli-Gruppe beteiligt, die sich für den europäischen Föderalismus einsetzt.
Bis zu seinem Amtsantritt als italienischer Ministerpräsident 2011 war er European chairman der Trilateralen Kommission und im Steering Committee (etwa: Vorstand) der Bilderberg-Konferenz.
Er war 2009 internationaler Berater bei Goldman Sachs und Coca-Cola.
Er leitet seit 2020 die 2020 gegründete Gesamteuropäische Kommission für Gesundheit und nachhaltige Entwicklung; sie soll die Interessen der 53 Staaten der WHO-Region Europa bündeln. Das Büro der WHO-Europa soll als organisatorische Basis dienen.

## Auszeichnungen
2015 wurde ihm der japanische große Orden der Aufgehenden Sonne am Band verliehen.